# Rafał Sroka
Rafał Andrzej Sroka (ur. 29 listopada 1970 w Nowym Targu) – polski hokeista, reprezentant Polski, olimpijczyk. Trener hokejowy.

## Kariera
- Podhale Nowy Targ (1991–1993)
- Iskra Bańska Bystrzyca (1993–1994)
- Podhale Nowy Targ (1994–2010)

Przez całą karierę występował w barwach Podhala Nowy Targ (z przerwą na roczny epizod gry w słowackim klubie Iskra Bańska Bystrzyca.
Uczestniczył w turniejach mistrzostw świata 1994, 1995, 2000, 2004 oraz zimowych igrzysk olimpijskich 1992.
Po sezonie 2009/10, uwieńczonym zdobyciem tytułu mistrza Polski, postanowił zakończyć karierę zawodniczą.
21 maja 2012 został asystentem trenera Marka Ziętary w Podhalu Nowy Targ. Po sezonie 2013/2014 ustąpili z funkcji trenerów drużyny. Latem 2023 ponownie został asystentem w szabie PZU Podhale.

## Sukcesy
- Brązowy medal mistrzostw Polski: 1992, 1999, 2006, 2008, 2009
- Złoty medal mistrzostw Polski: 1993, 1994, 1995, 1996, 1997, 2007, 2010
- Srebrny medal mistrzostw Polski: 1998, 2000, 2004
- Finał Pucharu Polski: 2000, 2005
- Puchar Polski: 2003, 2004
- Mistrzostwo Interligi: 2004